# Fiona Kellock
Pour les articles homonymes, voir Kellock.
Fiona Kellock, née le 26 octobre 1948 à Glasgow, est une ancienne nageuse britannique.

## Biographie
Kellock participe à deux compétitions lors des Jeux olympiques d'été de 1968 de Mexico.